# Tongchuan
Tongchuan is een stadsprefectuur in de noordelijke provincie Shaanxi, Volksrepubliek China.